# Campionati mondiali di ginnastica artistica 2011 - Parallele simmetriche

## Risultati
| Pos.    | Ginnasta             | Nazione     | Punteggio di partenza | Punteggio della giuria | Penalità | Totale |
| ------- | -------------------- | ----------- | --------------------- | ---------------------- | -------- | ------ |
| Oro     | Danell Leyva         | Stati Uniti | 6,400                 | 9,233                  | -        | 15,633 |
| Argento | Vasileios Tsolakidis | Grecia      | 6,500                 | 9,033                  | -        | 15,533 |
| Argento | Zhang Chenglong      | Cina        | 6,500                 | 9,033                  | -        | 15,533 |
| 4       | Kōhei Uchimura       | Giappone    | 6,500                 | 9,000                  | -        | 15,500 |
| 5       | Yann Cucherat        | Francia     | 6,400                 | 8,933                  | -        | 15,333 |
| 6       | Marius Berbecar      | Romania     | 6,600                 | 8,666                  | -        | 15,266 |
| 7       | Feng Zhe             | Cina        | 6,600                 | 8,600                  | -        | 15,200 |
| 8       | Kahuhito Tanaka      | Giappone    | 6,800                 | 8,366                  | -        | 15,166 |